# Нечипоренко Семен Данилович
Семе́н Дани́лович Нечипоре́нко (нар. 1901 (1902), Конотоп — пом. ?) — український бандурист. Майстер з виготовлення класичних бандур. Учасник капели бандуристів «Відродження» з дня її заснування.

## Життєпис
1926—1927 року разом з Олександром Ковшаром, його старшим братом, а також з Андріяном Марутою організував ансамбль бандуристів при Конотопському відділі народної освіти.
Також удосконалював майстерність з П. П. Кононенком, який з 1928 року працював у Конотопі.
Був учасником міської капели «Відродження», з якою брав участь у численних концертах.
Працював столяром на Конотопському паровозоремонтному заводі.

## Бандуристи Нечипоренки
- Нечипоренко Антін Данилович (1894—1942) — майстер з виготовлення бандур
- Нечипоренко Олексій Данилович (1882—1912) — бандурист, переховував «Кобзар» Т. Шевченка та іншу заборонену царським режимом літературу, виконував твори Т. Шевченка.
- Нечипоренко Пилип Данилович (1904—1980) — бандурист, деякий час голова Конотопської міської капели бандуристів
- Нечипоренко Т. Д. — бандурист і відомий майстер бандур з Конотопа.